# Mercedes Aráoz
Mercedes Aráoz Fernández (Lima, 5 de agosto de 1961) é uma economista, professora universitária e política peruana, tendo sido membra do partido Peruanos Por el Kambio até 2019. Durante os governos de Alan García e Pedro Pablo Kuczynski, ela desempenhou diversos cargos, como os de: 2.º Vice-presidente do Peru (2016–2019), Presidente do Conselho de Ministros, mais conhecido como Primeiro-ministro do Peru (2017–2018), Ministra do Comércio Exterior e Turismo (2006–2009), Ministra de Produção (2009) e Ministra de Economia e Finanças (2009–2010).

## Biografia
Mercedes estudou economia na Universidade do Pacífico, e em seguida obteve um mestrado em Economia pela Universidade de Miami, instituição onde também realizou os estudos de doutoramento em economia. Na vida acadêmica, é professora e foi coordenadora do Mestrado em Finanças na Escola de Pós-Graduação da Universidade do Pacífico.
Em 28 de julho de 2006, foi nomeada Ministra do Comércio Exterior e Turismo do Peru pelo presidente Alan García. Durante seu mandato, recebeu e continuou as negociações para um Tratado de Livre Comércio com os Estados Unidos. Entre as conquistas de sua gestão no setor de turismo, destaca-se a campanha para reconhecer Machu Picchu entre as Novas Maravilhas do Mundo.
Em novembro de 2011, foi nomeada como representante do Banco Interamericano de Desenvolvimento no México, cargo que ocupou até 2015.
Em 17 de setembro de 2017, tomou posse como primeira-ministra em uma cerimônia presidida pelo presidente Pedro Pablo Kuczynski.